# Кана'ат Шах
Кана‘ат-шах (тадж. Каноатшоҳ Тоҷик, узб. Qanoat-shoh; ? - 1862, Бухарский эмират) был важной фигурой в истории Кокандского ханства в XIX веке, особенно в периоды правления Худояр-хана и Малла-хана. Он играл ключевую роль в политических и военных событиях в регионе, связанный как с внутренними междоусобицами, так и с внешними конфликтами, в частности с Российской империей.

## Биография

### Происхождение
Кана'ат Шах, по происхождению таджик из каратегинского кишлака Самсалык, из рода дарвазских шахов. Изначально служил правителем Туркестана при Худояр-хане. Позднее, в результате политических изменений, он бежал в Бухару и был назначен Амиром Насруллахом в крепость Нау. Однако, вскоре он переходит на службу к Малла-хану, который назначает его сначала правителем Маргилана, а затем Ташкента и Туркестана.

## Политическая деятельность
После смерти Малла-хана, Кана‘ат-шах предложил войску восстановить Худояр-хана на троне. После согласия местной знати и военных лидеров, Худояр-хан был провозглашен ханом. Кана‘ат-шах сыграл значительную роль в возвращении Худояр-хана к власти. В то время как Амир Музаффар из Бухары выступил с войсками, поддержавшими Худояр-хана, внутри Коканда возникли разногласия по поводу того, как относиться к бухарским войскам. Кана‘ат-шах предложил принять их как союзников, но другие сановники возражали, напоминая о прошлых конфликтах с Бухарой.

## Военные компании
В 1860 году Кана‘ат-шах был назначен ответственным за организацию сопротивления русским войскам в Ташкенте. Кана’ат-шах командовал кокандскими войсками при Узун-Агаче. Хотя войска Малла-хана и Кана‘ат-шаха организовали оборону и даже восстановили некоторые крепости, разрушенные российскими войсками, военные успехи были временными из-за внутренних разногласий и недостаточной подготовки. На фоне превосходства российских войск в вооружении и тактике кокандцы оказались в невыгодном положении.
Кана‘ат-шах также участвовал в боях с российскими войсками на северных границах Кокандского ханства. Завоевал Пишпек у русских в 1860. Несмотря на попытки создать сопротивление, его действия часто сводились к грабежам, что приводило к недовольству среди местного населения, которое зачастую предпочитало российский протекторат.

## Смерть
В результате дипломатических и политических игр, Кана‘ат-шах был назначен главой посольства к Амиру Музаффару. Однако, вскоре он был либо задержан и увезен в Бухару, либо казнен на месте по приказу бухарского амира.